# شرطاني منطقي

مخطط فن لـ (الجزء الصائب باللون الأحمر)

في المنطق والرياضيات، الشرطاني المنطقي أو ثنائي الشرطية المنطقي، المعروف أيضًا باسم الشرطاني/ثنائي الشرطية المادي أو التكافؤ أو الاقتضاء/الاستلزام الثنائي، هو الرابط المنطقي المستخدم لربط العبارتين {\displaystyle P} و {\displaystyle Q} لتشكيل العبارة "{\displaystyle P} إذا وفقط إذا كان {\displaystyle Q}"، وفيها {\displaystyle P} يُعرف باسم المُقَدَّم [الإنجليزية]، و {\displaystyle Q} التالي.
تتضمن الرموز المستخدمة لتمثيل التكافؤ في الوقت الحاضر ما يلي: ⇔، و↔ و≡.
{\displaystyle P\leftrightarrow Q} مكافئ منطقيًا لكل من {\displaystyle (P\rightarrow Q)\land (Q\rightarrow P)} و {\displaystyle (P\land Q)\lor (\neg P\land \neg Q)}، والمؤثر المنطقي الفصل الإقصائي المنفي (XNOR)، الذي يعني "كلاهما أو لا شيء".
من الناحية الدلالية، الحالة الوحيدة التي يختلف فيها الشرطاني المنطقي عن الشرطي المادي هي الحالة التي تكون فيها الفرضية (المقدم) باطلة ولكن الاستنتاج (النتيجة) صائب. في هذه الحالة، يكون الناتج صائب بالنسبة للشرطي، ولكنه باطل بالنسبة للشرطاني.
في التفسير المفاهيمي، P = Q تعني "جميع P هي Q وجميع Q هي P ". بعبارة أخرى، المجموعتان P و Q متطابقتان. ومع ذلك، هذا لا يعني أن P و Q يجب أن يكون لهما نفس المعنى (على سبيل المثال، يمكن أن تكون P "ثلاثي الأضلاع (مثلث) متساوي الزوايا" ويمكن أن تكون Q "ثلاثي الزوايا (مثلث) متساوي الأضلاع"). عند صياغتها في جملة، فإن المقدم هو موضوع قضية تأكيدية شاملة [الإنجليزية] والتالي محمولها (على سبيل المثال، في العبارة "كل الرجال فانون"، "الرجال" هو الموضوع و"الفانون" هو المحمول).
في التفسير القضيوي، {\displaystyle P\leftrightarrow Q} يعني أن P يقتضي Q وأن Q يقتضي P؛ بعبارة أخرى، تكون القضايا متكافئة منطقيًا، بمعنى أن كلاهما إما صائبان معاً أو باطلان معاً. مرة أخرى، هذا لا يعني أنهما يجب أن يكون لهما نفس المعنى، حيث يمكن أن يكون P "المثلث ABC له ضلعان متساويان" ويمكن أن يكون Q "المثلث ABC له زاويتان متساويتان". المقدم عمومًا هو "الفرضية" أو "السبب"، والتالي هو "النتيجة". عندما يُترجَم الاقتضاء إلى حُكْم "فرضي" (أو "شرطي")، يسمى المقدم الفرضية (أو الشرط) ويسمى التالي الأطروحة.
طريقة شائعة لإثبات الشرطاني من الشكل {\displaystyle P\leftrightarrow Q} هي إثبات أن {\displaystyle P\rightarrow Q} و {\displaystyle Q\rightarrow P} بشكل منفصل (نظرًا لتكافؤه مع عطف الشرطيّين العكسيين). وتوجد طريقة أخرى لإثبات نفس الشرطاني وهي إثبات أن {\displaystyle P\rightarrow Q} و {\displaystyle \neg P\rightarrow \neg Q}.
عندما يكون كلا عنصري الشرطاني قضيتين، يمكن فصلهما إلى شرطيّين، أحدهما يسمى "مبرهنة" والآخر يسمى "معكوسها".[بحاجة لمصدر] وعلى هذا، عندما تكون المبرهنة ومعكوسها صائبين، يكون لدينا شرطاني. تنتج المبرهنة البسيطة اقتضاءًا، يكون مقدمته هي "الفرضية" ونتيجته "أطروحة" المبرهنة.
غالبًا ما يقال إن الفرضية هي "الشرط الكافي" للأطروحة، وأن الأطروحة هي الشرط اللازم للفرضية. أي أنه يكفي أن تكون الفرضية صائبة لكي تكون الأطروحة صائبة، في حين أنه من الضروري أن تكون الأطروحة صائبة إذا كانت الفرضية صائبة. عندما يكون المبرهنة ومعكوسها صائبين، يُقال إن الفرضية هي الشرط الضروري والكافي للأطروحة. أي أن الفرضية هي في الوقت نفسه سبب الأطروحة ونتيجتها.

## التعريف
المساواة المنطقية [الإنجليزية] (المعروفة أيضًا باسم الشرطاني أو ثنائي الشرطية) هي عملية على قيمتين منطقيتين، عادةً ما تكون قيمتيّ قضيتين، تنتج قيمة "صائبة" إذا وفقط إذا كان كلا المؤثَّر فيهما باطلين أو كان كلا المؤثَّر فيهما صائبين. 

### جدول الصواب
فيما يلي جدول الصواب لـ {\displaystyle A\leftrightarrow B}:
| {\displaystyle A\leftrightarrow B} | {\displaystyle B} | {\displaystyle A} |
| ---------------------------------- | ----------------- | ----------------- |
| T                                  | F                 | F                 |
| F                                  | T                 | F                 |
| F                                  | F                 | T                 |
| T                                  | T                 | T                 |

عندما يكون هناك أكثر من عبارتين متضمنتين، فإن جمعهما باستخدام {\displaystyle \leftrightarrow } قد يكون غامضًا. على سبيل المثال، العبارة
{\displaystyle x_{1}\leftrightarrow x_{2}\leftrightarrow x_{3}\leftrightarrow \cdots \leftrightarrow x_{n}}
قد تُفسَّر على أنها
{\displaystyle (((x_{1}\leftrightarrow x_{2})\leftrightarrow x_{3})\leftrightarrow \cdots )\leftrightarrow x_{n}} ،
أو يمكن تفسيرها على أنها تعني أن جميع xi "صائبة معًا" أو "باطلة معًا":
{\displaystyle (x_{1}\land \cdots \land x_{n})\lor (\neg x_{1}\land \cdots \land \neg x_{n})}
يعني هذا أن العبارتين متطابقتان عندما لا تتضمنان أي عُمْدَة أو عندما تتضمنان عُمْدَتَيْن. لذلك، لا تُظهر جداول الصواب التالية نمط البِتَات نفسه إلا في السطر الذي لا يحتوي على عُمْدَة وفي الأسطر التي تحتوي على عُمْدَتين:

تعني ما يعادل </br>يمثل مخطط فن المركزي أدناه، والسطر (ABC) في هذه المصفوفة العملية نفسها.

تعني اختصارًا لـ </br>يمثل مخطط فن أدناه مباشرة، والسطر (ABC) في هذه المصفوفة العملية نفسها.

### مخططات فن
تعني المنطقة الحمراء في مخطط فن قيمة الصواب، انظر مثلًا هذه الصورة  التي تمثل العطف المنطقي.
| |
| الشرطاني المنطقي لعبارتين هو نفي الفصل المنطقي الإقصائي [الإنجليزية]:                                         |
| {\displaystyle ~A\leftrightarrow B~~\Leftrightarrow ~~\neg (A\oplus B)} {\displaystyle \Leftrightarrow \neg } |

| |
| يكون خرج الشرطاني المنطقي لثلاث عبارات مطابقًا لتطبيق الفصل المنطقي الإقصائي عليها، أي: {\displaystyle ~A\leftrightarrow B\leftrightarrow C~~\Leftrightarrow } {\displaystyle ~A\oplus B\oplus C} {\displaystyle \leftrightarrow } {\displaystyle ~~\Leftrightarrow ~~} {\displaystyle \oplus } {\displaystyle ~~\Leftrightarrow ~~} |

| |
| تُمثِّل العبارة {\displaystyle ~A\leftrightarrow B\leftrightarrow C} اختصارًا للعبارة المنطقية: ، أي:{\displaystyle (A\leftrightarrow B)\land (B\leftrightarrow C)} {\displaystyle \land } {\displaystyle ~~\Leftrightarrow ~~} |

## الخواص
التبادلية: نعم
| {\displaystyle A\leftrightarrow B} | {\displaystyle \Leftrightarrow } | {\displaystyle B\leftrightarrow A} |
|                                    | {\displaystyle \Leftrightarrow } |                                    |

التجميعية: نعم
| {\displaystyle ~A} | {\displaystyle ~~~\leftrightarrow ~~~} | {\displaystyle (B\leftrightarrow C)} | {\displaystyle \Leftrightarrow } |  |                                  | {\displaystyle (A\leftrightarrow B)} | {\displaystyle ~~~\leftrightarrow ~~~} | {\displaystyle ~C} |
|                    | {\displaystyle ~~~\leftrightarrow ~~~} |                                      | {\displaystyle \Leftrightarrow } |  | {\displaystyle \Leftrightarrow } |                                      | {\displaystyle ~~~\leftrightarrow ~~~} |                    |

التوزيعية: لا يوزَّع الشرطاني المنطقي على أي عملية منطقية أخرى، بما فيها نفسه، ولكن يمكن توزيع العطف المنطقي عليه.
تساوي القوى: لا

| {\displaystyle ~A~} | {\displaystyle ~\leftrightarrow ~} | {\displaystyle ~A~} | {\displaystyle \Leftrightarrow } | {\displaystyle ~1~} | {\displaystyle \nLeftrightarrow } | {\displaystyle ~A~} |
|                     | {\displaystyle ~\leftrightarrow ~} |                     | {\displaystyle \Leftrightarrow } |                     | {\displaystyle \nLeftrightarrow } |                     |

الرتابة: لا
| {\displaystyle A\rightarrow B} | {\displaystyle \nRightarrow } |  |                                  | {\displaystyle (A\leftrightarrow C)} | {\displaystyle \rightarrow } | {\displaystyle (B\leftrightarrow C)} |
|                                | {\displaystyle \nRightarrow } |  | {\displaystyle \Leftrightarrow } |                                      | {\displaystyle \rightarrow } |                                      |

الحفاظ على قيمة الصواب: نعم

عندما تكون قيم المداخل كلها صوابًا، فإن قيمة الخرج صواب.
| {\displaystyle A\land B} | {\displaystyle \Rightarrow } | {\displaystyle A\leftrightarrow B} |
|                          | {\displaystyle \Rightarrow } |                                    |

الحفاظ على قيمة الباطل: لا

عندما تكون قيم المداخل كلها باطلًا، فإن قيمة الخرج هي باطل.
| {\displaystyle A\leftrightarrow B} | {\displaystyle \nRightarrow } | {\displaystyle A\lor B} |
|                                    | {\displaystyle \nRightarrow } |                         |

طيف وَلش [الإنجليزية]: (2,0,0,2)
اللاخطية: 0 هذه الدالة خطية.